# Somerled (nome)
Somerled  è un nome proprio di persona gaelico scozzese maschile.

## Varianti
- Maschili: Somhairle[1]
  - Forme anglicizzate: Sorley[1]

### Varianti in altre lingue
- Irlandese: Somhairle[1][2]
  - Forme anglicizzate: Sorley[1][2]
- Norreno: Somarliðr[1], Sumarliði

## Origine e diffusione
Deriva dal nome norreno Somarliðr, che vuol dire "viaggiatore dell'estate", "colui che viaggia d'estate"; sulla stessa radice da cui risale Somerled si basa anche il recente nome inglese Summer.

## Onomastico
Non esistono santi che portano questo nome, che quindi è adespota. L'onomastico può essere festeggiato in occasione di Ognissanti, il 1º novembre.

## Persone
- Somerled, capo militare delle isole scozzesi

### Variante Sorley
- Sorley MacLean, poeta e scrittore scozzese

## Il nome nelle arti
- Sorley è un personaggio del romanzo di Leon Garfield Lo strano caso di Adelaide Harris.
- Sorley è un personaggio del film del 1921 The Last Card, diretto da Bayard Veiller.